# Stortjärnen (Lycksele socken, Lappland, 721186-160971)
Stortjärnen är en sjö i Lycksele kommun i Lappland och ingår i Umeälvens huvudavrinningsområde.